# Marinus Cornelis Paspoort van Grijpskerke
Marinus Cornelis Paspoort, heer van Grijpskerke en Poppendamme (Middelburg, 1 januari 1797 – Den Haag, 7 februari 1874) was een Nederlands jonkheer, advocaat en politicus voor de Liberalen.

## Levensloop
Paspoort werd in Middelburg geboren als lid van de familie Paspoort en zoon van Zacharias Paspoort en Cornelia de Vries. Hij studeerde van 8 november 1815 tot 21 oktober 1818 Romeins en hedendaags recht aan de Universiteit Leiden waar hij promoveerde op het proefschrift Fidejussoribus, secundum principia juris Romani. Daarna begon zijn carrière in 1818 als advocaat te Middelburg. Daarnaast werd hij lid van de stedelijke raad en wethouder van Middelburg. Van 1822 tot 1850 was hij lid van de Provinciale Staten van Zeeland en vanaf 1 januari 1835 tot 9 februari 1852 was hij de eerste burgemeester van Oost- en West-Souburg. Van 16 november 1838 tot 15 maart 1859 was Paspoort burgemeester van Middelburg. Van 18 september 1848 tot 7 oktober 1848 was hij buitengewoon lid van de Tweede Kamer der Staten-Generaal en van 17 september 1850 tot 15 juni 1853 was hij lid van de Provinciale Staten van Zeeland voor het kiesdistrict Middelburg. Als laatst van zijn loopbaan functioneerde hij als lid van de Eerste Kamer der Staten-Generaal, van 15 juni 1853 tot 19 september 1859.
Paspoort publiceerde enkele literaire geschriften, te beginnen met een "wensch" ter gelegenheid van het 25-jarig huwelijksjubileum van zijn ouders in 1816. Voorts publiceerde hij enkele zelfstandige publicaties verband houdend met de geschiedenis van Zeeland. Hij publiceerde daarnaast in verscheidene Zeeuwse tijdschriften.

## Persoonlijk
Op 22 april 1824 te Middelburg trouwde Paspoort met jonkvrouw Dana Magdalena Schorer en samen hadden ze drie kinderen, twee zoons en een dochter. Paspoort is de schoonzoon van jonkheer Jacob Hendrik Schorer, zwager van Johan Gulielmus Hinlópen en zwager van Hendrik Jacob van Doorn van Westcapelle.

## Nevenfuncties
- Commissaris van de Koninklijke Nederlandsche Yachtclub
- Plaatsvervangend lid van de Gedeputeerde Staten van Zeeland

## Ridderorden
- Ridder in de Orde van de Nederlandse Leeuw